# Луј Ламбер (роман)
Луј Ламбер (фр. Louis Lambert) је роман француског аутора Онореа де Балзака из 1832. године. Радња је углавном смештена у школи у Вандому и истражује живот и теорије дечака генија који је фасциниран шведским филозофом Емануелом Сведенборгом.
Балзак је написао Луја Ламбера током лета 1832. године док је боравио код пријатеља у замку Саше, и објавио три издања под три различита наслова. Роман садржи минималну радњу, углавном се фокусирајући на метафизичке идеје свог протагонисте дечака генија и његовог јединог пријатеља, за којег се на крају открива да је сам Балзак. Иако није значајан пример реалистичког стила по коме је Балзак постао познат, роман пружа увид у ауторово сопствено детињство. Специфични детаљи и догађаји из ауторовог живота, укључујући кажњавање од стране наставника и друштвену изолацију, указују на фикционализовану аутобиографију.
Док је био ученик у Вандому, Балзак је написао есеј Расправа о вољи (фр. Traité de la Volonté), док се у роману описује као дело Луја Ламбера. Есеј разматра филозофију Сведенборга и других, иако сам Балзак није истраживао многе метафизичке концепте све до каснијих година свог живота. Идеје анализиране у есеју и другим деловима романа укључују поделу између унутрашњег и спољашњег постојања; присуство анђела и духовно просветљење; и интеракцију између генија и лудила.
Иако су критичари оштро критиковали роман, Балзак је остао упоран у уверењу да он пружа важан увид у филозофију, посебно на метафизику. Како је развијао концепт за Људску комедију, сврстао је Луја Ламбера у одељак Филозофске студије и касније се вратио истим темама у свом роману Серафита, о андрогиној анђеоској фигури.

## Позадина
До 1832. године, Оноре де Балзак је почео да стиче име као писац. Друго од петоро деце, Балзак је са осам година послат у Вендомски колеџ. Вратио се из школе шест година касније, болешљив и слаб. Две и по године је био подучаван од стране приватних наставника и тутора, након чега је похађао Сорбону у Паризу. После трогодишњег обуке за правног службеника, 1819. године се преселио у мали поткровље и почео да пише.
Његови први радови, објављени под различитим псеудонимима, били су јефтино штампани популарни потбоилер романи. Године 1829. коначно је објавио роман под својим именом, под насловом Шуани. Ово дело је имало мањи успех, али није донело аутору довољно новца како би отплатио своје знатне дугове. Међутим, донео је Балзаку препознатљивост у књижевним круговима. Убрзо након тога стекао је славу низом романа, укључујући Физиологија брака (1829), Саразина (1830) и Шагринска кожа (1831).
Године 1831. године Балзак је објавио кратку причу под називом Les Proscrits, о двојици песника, Дантеу и Годефроу де Ганду, који похађају Сорбону почетком четрнаестог века. Причa истражује питања метафизике и мистицизма, нарочито духовну потрагу за просветљењем и илуминизмом. Балзак је као младић био под великим утицајем шведског филозофа Емануела Сведенборга, чије теорије прожимају роман. Причa је објављена, заједно са романом Шагринска кожа, која се такође бави метафизиком, као део збирке из 1831. године под насловом Филозофски романи и приче (фр. Romans et contes philosophiques).

## Писање и објављивање
У мају 1832. године, Балзак је задобио повреду главе када се његова кочија, тзв. тилбери, преврнула на улици у Паризу. Иако није био озбиљно повређен, написао је пријатељу да га брине што је могуће да су „неки од зупчаника у механизму мог мозга изашли из равнотеже“. Његов лекар му је препоручио одмор и уздржавање од писања и других менталних активности. Након што се опоравио, провео је лето у замку Саше, недалеко од града Тур, код породичног пријатеља Жана де Мароња.
Док је боравио у Сашеу, написао је кратки роман под називом Notice biographique sur Louis Lambert о необичном дечаку генију који се занимао за метафизику. Као и у делу Les Proscrits, Балзак је у роману Луј Ламбер истраживао идеје које су га фасцинирале, посебно оне Емануела Сведенборга и Луја Клода де Сен-Мартена. Надао се да ће дело „изазвати ефекат неоспорне супериорности“ и пружити „славан одговор“ критичарима који су исмевали његово интересовање за метафизику.
Роман је први пут објављен крајем 1832. године као део збирке Nouveaux contes philosophiques, али је већ почетком наредне године Балзак изјавио да је то „жалосни промашај“ и почео је да га прерађује. Током тог процеса, помагао му је граматичар који је радио као коректор и пронашао „хиљаду грешака“ у тексту. По повратку кући, Балзак је „плакао од очаја и беса који вас обузме када препознате сопствене грешке након толиког рада“.
Знатно проширени и прерађени роман, под називом Histoire intellectuelle de L.L., објављен је као засебан том 1833. године. Балзак, и даље незадовољан, наставио је да прерађује текст, што је често радио између различитих издања, и укључио је серију писама које је писао дечак геније, као и детаљан опис његових метафизичких теорија. Коначна верзија романа, под насловом Луј Ламбер, објављена је заједно са делима Les Proscrits и каснијим радом Серафита у збирци под насловом Мистична књига (Le Livre mystique).

## Сиже
Роман започиње прегледом прошлости главног јунака. Луј Ламбер, једино дете кожара и његове супруге, рођен је 1797. године и врло рано почиње да чита. Године 1811. упознаје швајцарску књижевницу Мадам де Стал, која је, задивљена његовим интелектом, одлучила да му плати школовање у Колежу де Вандом. Тамо упознаје наратора, ученика и класифика који себе назива „Песник“, који се касније у тексту идентификује као сам Балзака, и њих двојица брзо постају пријатељи. Одбачени од стране осталих ученика и критиковани од стране наставника због непажње, младићи се зближавају кроз дискусије о филозофији и мистици.
Након што је написао есеј под називом Traité de la Volonté (Расправа о вољи), Ламбер је ужаснут када му наставник одузима текст, назива га „смећем“ и, како наратор спекулише, продаје га локалном трговцу. Убрзо након тога, озбиљна болест приморава наратора да напусти школу. Године 1815. Ламбер завршава школовање са осамнаест година и три године проводи у Паризу. Након повратка у кућу свог стрица у Блоа, упознаје жену по имену Полина де Вијеноа и заљубљује се у њу. Међутим, дан пре њиховог венчања, доживљава нервни слом и покушава да се кастрира.
Проглашен за „неизлечивог“ од стране лекара, Ламберу се прописује изолација и одмор. Полина га одводи у породични замак, где живи у готово коматозном стању. Наратор, који није био упознат са овим догађајима, случајно упознаје Ламберовог стрица и добија серију писама. Писма која је Ламбер написао у Паризу и Блоа настављају његова филозофска разматрања и описују његову љубав према Полини. Наратор посећује свог старог пријатеља у замку Вијеноа, где исцрпљени Ламбер изговара само: „Анђели су бели.“ Полина дели низ изјава које јој је њен љубавник диктирао, а Ламбер умире 25. септембра 1824. године у двадесет осмој години.

## Стил
Стварни догађаји у роману Луј Ламбер су у другом плану у односу на продужене расправе о филозофији (посебно метафизици) и људским емоцијама. Пошто роман не користи исти облик реализма по којем је Балзак постао чувен, те је назван једним од „најдифузнијих и најмање цењених дела аутора“. Док се многе Балзаковe приче фокусирају на спољашњи свет, Луј Ламбер истражује различите аспекте мисаоног процеса и живота ума. Ипак, многи критичари осуђују неорганизован стил аутора и чињеницу да је своје зреле филозофске идеје ставио у ум тинејџера.
Ипак, трагови Балзаковог реализма могу се пронаћи у књизи, посебно у детаљним описима Колежа де Вандом. Први део романа је препун детаља о школи, укључујући како су просторије прегледане и комплексна друштвена правила размене јела током вечере. Казне су такође детаљно описане, укључујући задавање заморних писаних задатака и болну примену кожног каиша:
Међу физичким патњама којима смо бивали излагани, најљућа беше свакако она коју би нам изазивала та палица од коже, дебела два прста, ударана по нашим нејаким рукама свом снагом, свом срџбом разредног. Да би примио ту класичну исправку виновник би се спуштао на колена насред учионице. Требало се дићи из клупе, отићи да се клекне поред катедре и поднети радознале, често подругљиве погледе наших другова. Нежним душама те припреме беху дакле двоструко мучење, слично путу од Двора до трга Грев, којим је некада осуђеник пролазио до губилишта.
Даљи знаци Балзаковог реализма појављују се када Ламбер описује своју способност да посредно доживљава догађаје само кроз мисао. У једном дугачком пасажу, описује како чита о Бици код Аустерлица и види „сваки детаљ“. У другом, замишља физички бол ножа који сече његову кожу. Како примећује Балзаков биограф Андре Мауроис, ова размишљања пружају увид у ауторову перспективу према свету и његовим писаним приказима.

## Теме

### Аутобиографија
Биографи и критичари слажу се да је Луј Ламбер танко прикривена аутобиографска верзија самог аутора, о чему сведоче бројне сличности између њих. Док је био ученик у Колежу де Вандом, Балзак је био пријатељ са дечаком по имену Луј-Ламбер Тинан. Као и насловни лик, Балзак је изгубио веру у време своје прве причести., Балзак је у школи читао незајажљиво и, као и Ламбер, често је био кажњаван због непослушности на часу. Прецизни детаљи о школи такође одражавају Балзаково искуство: како је описано у роману, ученицима је било дозвољено да гаје голубове и одржавају баште, а празнике су проводили у спаваоницама.
Ламберов есеј о метафизици, Traité de la Volonté („Расправа о вољи“), још је једна аутобиографска референца. Балзак је написао овај есеј као дечак, а, као и у роману, одузео му га је бесни наставник.  Ламберов геније и филозофска ерудиција одражавају Балзаково мишљење о самом себи. Слично томе, неки критичари и биографи сугеришу да Ламберово лудило одражава (свесно или несвесно) Балзакову сопствену нестабилну менталну ситуацију. Његови планови да се кандидује за парламент и друге нелитерарне амбиције довели су до тога да посматрачи у његово време доведу у питање његово здравље.
Многа писма у роману, која је написао Ламбер, такође су заснована на Балзаковом животу. Након што је завршио прву верзију књиге, Балзак је покушао да освоји срце маркизе де Кастри слањем фрагментираног љубавног писма из књиге. У међувремену, Ламберова писма свом стрицу о животу у Паризу од 1817. до 1820. одражавају Балзакове сопствене осећаје током студирања на Сорбони у истом периоду.

### Сведенборг и метафизика
Идеје шведског филозофа Емануела Сведенборга (и његовог следбеника Луја Клода де Сен-Мартена) заузимају централно место у роману Луј Ламбер. Госпођа де Стал је импресионирана Ламбером када га затекне у парку како чита Сведенборгову метафизичку расправу Небо и пакао (1758); идеје овог шведског писца касније се рефлектују у Ламберовим сопственим коментарима о уму, души и вољи. Примарна међу њима је подела човека на "унутрашње" и "спољашње" биће. Спољашње биће, које је подложно силама природе и које проучава наука, у Ламберовом случају се испољава као слабо, често болесно дете. Унутрашње биће, с друге стране, садржи оно што Ламбер назива „материјалном суштином мисли“ и представља истински живот у који се постепено креће кроз роман.
Сведенборгови концепти истражују се у односу на језик, бол, сећање и снове. На пример, када ученици оду на излет у оближњи замак Рошамбо, Ламбер, који никада није посетио тај замак, ипак живо памти детаље тог места из сна. Верујући да је његов дух посетио место док је тело спавало, он ово искуство приписује „потпуном раздвајању тела и унутрашњег бића“ и „некој нејасној способности духа за кретање, која има ефекте сличне онима кретањем тела“.
Попут својих хероја Сведенборга и Сен-Мартена, Балзак покушава у роману Луј Ламбер да изгради одрживу теорију која би ујединила дух и материју. Млади Ламбер настоји да оствари овај циљ у својој расправи Расправу о вољи, која је, након што му је конфисковао учитељ, описана овако:
Реч ВОЉА служила би му да именује средину у којој се развија мисао, или, изражавајући се мање апстрактно, количину снаге путем које човек може да
представи, изван себе самога, радње које сачињавају његов спољни живот. ХТЕЊЕ, реч преузета из Локових запажања, изражавала би чин путем којег човек употребљава вољу. Реч МИСАО, по њему суштаствени производ воље, означавала би такође средину где ничу ИДЕЈЕ које се њом служе као суштином. ИДЕЈА, ОПШТИ назив за све творевине мозга, представљала би чин путем којег човек употребљава мисао. Тако би воља и мисао биле
два покретачка средства; хтење и идеја били би два производа. Хтење би му изгледало као идеја доспела из свога апстрактног у неко конкретно стање, из несталног почела у готово опипљив израз, ако те речи уопште могу јасно да искажу погледе које је толико тешко подвајати. По њему, мисао и идеје су кретање и радње нашег унутарњег организма, као што су то хтење и воља у спољном животу. Истурао би вољу испред мисли.
Истраживање људске воље и мисли повезано је са Балзаковим интересовањем за Франца Месмера, који је формулисао теорију животињског магнетизма, силе која тече међу људима. Приповедач двапут помиње Месмера у тексту и описује делове Расправе о вољи који одражавају теорију животињског магнетизма.

### Религија
Балзакова духовна криза у време његовог првог причешћа навела га је да истражи ране хришћанске мислиоце и питање зла. Како француски критичар Филип Берто истиче, велики део мистицизма у роману Луј Ламбер повезан је са оним из раног хришћанства. У својим писмима, Ламбер описује истраживање филозофија хришћанства, хиндуизма, будизма, ислама и конфуцијанизма, између осталих. Уочавајући сличности међу овим традицијама, он закључује да Сведенборг „несумњиво представља квинтесенцију свих религија, или, боље речено, једне религије човечанства“. Иста теорија обликује Балзакове напоре, у роману Луј Ламбер и другде, да допуни своја хришћанска уверења окултним мистицизмом и секуларним реализмом.
Сама црква је предмет Ламбертових медитација, посебно у погледу раних хришћанских мученика. Подела између унутрашње и спољашње реалности, како он сугерише, објашњава способност оних који су мучени и унакажени да избегну физичку патњу снагом духа. Како Ламбер каже: „Не доказују ли феномени, уочени у скоро сваком случају мучења које су рани хришћани херојски поднели ради успостављања вере, доказују довољно да материјална сила никада неће надвладати силу идеја или вољу човека?“  Ова унутрашња и спољашња подела такође служи да објасни чуда која се приписују Исусу, кога Ламберт сматра „савршеним“ представљањем јединства између два бића.
Религијска тема касније се појављује у одломцима који се односе на анђеле. Разматрајући садржај Сведенборговог дела Небо и пакао, Ламбер покушава да убеди приповедача у постојање анђела, које описује као „индивидуе у којима унутрашње биће побеђује спољашње биће“. Сам дечак геније се види као пример овог процеса: његово физичко тело слаби и оболева, док његово духовно просветљење расте, достигавши врхунац у његовој изјави приповедачу: „Анђели су бели.“ 51;  Полина је, с друге стране, описана као „анђео“ и „жена-анђео“. Њихова паралелна анђеоска стања стапају се у оно што критичар Шарл Афрон назива „врстом савршеног брака, духовне везе која превазилази овај и онај свет“. Балзак се касније вратио питању анђела у другим делима из циклуса Филозофске студије, посебно у роману Серафита.

### Геније и лудило
Уверен да је и сам геније, Балзак користи Луја Ламбера да истражи тешкоће с којима се генији сусрећу у друштву, као и њихов често неизбежан пад у лудило. Био је дубоко потресен када је, у Вандому, посматрао како се ментално стање његовог школског друга озбиљно погоршава. Ламберово лудило најживописније је приказано у његовом покушају самокастрирања, након чега следе године проведене у кататонском стању.  Ова трансформација је на много начина нуспродукт његове генијалности; јер је његов сјај осуђен од стране учитеља и неспојив са друштвом друге деце, Ламбер се осећа одбаченим од света. Он не успева више ни у Паризу, где је доведен до тога да „једе своје срце у туги“. Постаје „површинска личност“, потпуно одвојен од физичког света.
Као одраз Балзака самог, Ламбер такође оличава ауторову самопоруку као бриљантног писца, али оног који признаје сумње у своје ментално здравље. Неких од његових прича и јавних изјава, као и његов пад пре него што је започео писање романа, довели су неке посматраче да доведу у питање Балзаково здравље. Ламберово лудило у роману Луј Ламбер само је додало тежину тим тврдњама. Како пише Балзаков биограф Грем Роб: „Било је типично за Балзака да залива ватру бензином.“ 

## Пријем и наслеђе
Балзак је био јако поносан на Луја Ламбера и веровао је да овај роман елегантно представља његова различита интересовања за филозофију, мистицизам, религију и окултизам. Када је, међутим, послао рани нацрт својој тадашњој љубавници, она је предвидела негативну реакцију коју ће књига изазвати. "Нека те цео свет види лично, најдражи," написала је, "али не вапи им да ти се диве, јер ће тада на тебе бити усмерена најмоћнија лупа, а шта се дешава са најсавршенијим објектом када се стави под микроскоп?" Реакције критике су биле претежно негативне, углавном због недостатка континуираног наратива у књизи. Конзервативни коментатор Ежен Поатуа, с друге стране, оптужио је Балзака да му недостаје истинска вера и да француску породицу представља као подлу институцију.
Балзак није био одвраћен негативним реакцијама; говорећи о Лују Ламберту и другим делима из Le Livre mystique, написао је: "То су књиге које стварам за себе и за неколико других." Иако је често био критичан према Балзаковом делу, француски писац Густав Флобер је био под утицајем , можда несвесно, ове књиге. Његова прича La Spirale, написана 1850-их, има снажну фабулу сличности са Балзаковим романом из 1832 године.
Док су три издања Луја Ламбера била у процесу ревизије и објављивања, Балзак је развијао план да организује сва своја дела, написана и ненаписана. Он је овај план назвао La Comédie humaine, и замишљао га као панорамски поглед на сваки део француског живота тог времена. Луа Ламбера је сместио у део назван Études philosophiques ("Филозофске студије"), где је остао током његовог петнаестогодишњег усавршавања пројекта. Он се вратио на теме из овог романа у свом каснијем делу Серафита, које прати муке андрогиног анђеоског бића. Балзак је такође укључио Ламбера и његову љубавницу Полину у каснија дела, као што је то често чинио са ликовима из ранијих романа, најистакнутије у причи Un drame au bord de la mer (Драма на морској обали).